# Höfstetten (Herrieden)
Höfstetten ist ein Gemeindeteil der Stadt Herrieden im Landkreis Ansbach (Mittelfranken, Bayern). Höfstetten liegt in der Gemarkung Hohenberg.

## Geografie
Der Weiler liegt am Schreinermühlbach, einem linken Zufluss der Altmühl. Im Westen liegen die Waldgebiete Steinlach und Pfaffenholz, im Süden die Flur Bauernfeind, 0,5 km östlich erhebt sich der Rote Berg. Eine Gemeindeverbindungsstraße führt nach Seebronn (0,9 km östlich) bzw. zu einer Gemeindeverbindungsstraße (0,15 km westlich), die nach Hohenberg (1,8 km südlich) bzw. nach Dautenwinden verläuft (1 km nördlich).

## Geschichte
Der Ort wurde im 13. Jahrhundert gegründet.
Das Kloster Heilsbronn gelangte dort 1370 durch Schenkung von Fritz Buckel an eine Wiese. 1401 kam ein Gütlein hinzu, das von Konrad Marschall zu Pappenheim an das Kloster verkauft wurde.
Im Geographischen statistisch-topographischen Lexikon von Franken (1800) wird der Ort folgendermaßen beschrieben:

„Höfstetten, bey Seebronn, Weiler im ehemaligen Oberamte Ansbach, macht mit Seebronn eine Gemeinde aus, ist zur Herrieder St. Martinskirche eingepfarrt, und liegt eine kleine Stunde davon nordöstlich gegen Ansbach zu entfernt. Es sind darinn nur 3 Unterthanen, wovon zwey zum Ober- und Stadtvogteyamte Wahrberg Herrieden gehören.“

Von 1797 bis 1808 unterstand der Ort dem Justiz- und Kammeramt Ansbach.
Im Rahmen des Gemeindeedikts wurde Höfstetten dem 1808 gebildeten Steuerdistrikt Rauenzell und der wenig später gegründeten Ruralgemeinde Rauenzell zugeordnet. Mit dem Zweiten Gemeindeedikt (1818) wurde Höfstetten nach Hohenberg umgemeindet.
Am 1. Juli 1971 wurde Höfstetten im Zuge der Gebietsreform in Bayern nach Herrieden eingemeindet.

## Einwohnerentwicklung
| Jahr      | 001818 | 001840 | 001861 | 001871 | 001885 | 001900 | 001925 | 001950 | 001961 | 001970 | 001987 |
| Einwohner | 16     | 26     | 19     | 21     | 23     | 17     | 25     | 25     | 12     | 17     | 14     |
| Häuser    | 3      | 3      |        |        | 3      | 3      | 3      | 3      | 3      |        | 3      |
| Quelle    | [ 11 ] | [ 12 ] | [ 13 ] | [ 14 ] | [ 15 ] | [ 16 ] | [ 17 ] | [ 18 ] | [ 19 ] | [ 20 ] | [ 1 ]  |

## Religion
Der Ort ist seit der Reformation gemischt konfessionell. Die Einwohner evangelisch-lutherischer Konfession sind nach St. Laurentius (Elpersdorf bei Ansbach) gepfarrt, die Einwohner römisch-katholischer Konfession nach St. Vitus und Deocar (Herrieden).